# Giulio Pacuvio
Giulio Pacuvio, pseudonimo di Giulio Puppo, (Genova, 6 maggio 1910 – Genova, 1963), è stato un regista, traduttore e sceneggiatore italiano.

## Biografia
Laureato in medicina, i suoi interessi si indirizzarono presto verso il teatro. Iniziò a collaborare come critico teatrale con vari quotidiani  e passò quindi alla regia, debuttando nel 1937 al Teatro delle Arti di Roma con Delirio del personaggio di Valentino Bompiani.
Le sue regie furono caratterizzate da grande sobrietà, volta a valorizzare soprattutto il testo, ma anche da grande raffinatezza: si avvalse, infatti, della collaborazione di importanti scenografi e costumisti, come Mario Pompei, Emanuele Luzzati, Toti Scialoja, Giulio Coltellacci, Franco Laurenti, Veniero Colasanti. Molto vasto fu il suo repertorio di autori moderni, da T. S. Eliot di cui mise in scena la prima versione italiana di Assassinio nella cattedrale nel 1940, a Eugene O'Neill (Il lutto si addice ad Elettra, 1941; Anna Christie, 1946), a Luigi Pirandello (Sei personaggi in cerca d'autore e Vestire gli ignudi, 1946), a Henrik Ibsen (Rosmersholm, 1947), a Henry de Montherlant (La regina morta, 1958), a Diego Fabbri (Inquisizione, 1950).
Numerose furono anche le sue rivisitazioni di classici come La Venexiana (1940), Il Parlamento di Ruzante (1940), Macbeth di Shakespeare (1945), L'alcalde di Zalamea di Calderón de la Barca (1958). Fu anche traduttore in italiano di importanti autori teatrali della tradizione europea (Molière, Tirso de Molina, Lope de Vega), e indiana (Kālidāsa).
Negli anni cinquanta curò imponenti messe in scena all'aperto di classici del teatro greco (Le nuvole di Aristofane, 1955; Elettra di Sofocle, 1956) e latino, soprattutto delle commedie di Plauto (Anfitrione, Pseudolo, Casina, Menecmi).
Importanti anche le sue regie liriche, come La traviata di Verdi del 1959, al Teatro Massimo di Palermo, con il soprano Anna Moffo e con le coreografie di Aurel Milloss.
Per il cinema, Pacuvio lavorò alle sceneggiature di L'ultimo sogno di Marcello Albani (1944) e curò i dialoghi di Ho sognato il paradiso di Giorgio Pàstina (1949).

## Teatro
- L’uomo sull’acqua, di Enrico Bassano, regia di Anton Giulio Bragaglia, scene di Giulio Pacuvio, Genova, maggio 1937
- Delirio del personaggio, di Valentino Bompiani, Roma, Teatro delle Arti, 30 dicembre 1937.
- Rappresentazione di Sant’Ignazio, di Anonimo del secolo XV, Roma, Teatro delle Arti, 1 febbraio 1939.
- La serva padrona, di Iacopo Angelo Nelli, Roma, Teatro delle Arti, 27 novembre 1939.
- La Venexiana, Roma, Teatro delle Arti, 15 febbraio 1940.
- Il reduce (o Parlamento), di Ruzante, Roma, Teatro delle Arti, 15 febbraio 1940.
- Assassinio nella cattedrale, di T. S. Eliot, Roma, Teatro dell’Università, 11 marzo 1940.
- Madre Allegria, di Luigi De Sevilla e R. Sepulveda, Roma, Teatro Argentina, 18 ottobre 1940.
- Il lutto si addice ad Elettra, di Eugene O'Neill, Roma, Teatro delle Arti, 28 marzo 1941.
- Agnese Bernauer, di Friedrich Hebbel, Firenze, Teatro della Pergola, 6 maggio 1944.
- Ma non è una cosa seria, di Luigi Pirandello, Milano, Teatro Nuovo, 27 maggio 1944.
- Attilio Regolo, di Metastasio, Milano, Teatro Nuovo, 4 dicembre 1944.
- Ifigenia in Tauride, di Wolfgang Goethe, Milano, Teatro Nuovo, 27 gennaio 1945.
- La figlia di Iorio, di Gabriele D'Annunzio, Milano, Teatro Nuovo, 3 febbraio 1945.
- Macbeth, di William Shakespeare, Milano, Teatro Nuovo, 2 marzo 1945.
- Sei personaggi in cerca d'autore, di Luigi Pirandello, 1946
- Vestire gli ignudi, di Luigi Pirandello, 1946
- Rosmersholm, di Henrik Ibsen, 1947
- Fuochi d'artificio, di Luigi Chiarelli, Roma, Teatro delle Arti, 10 dicembre 1948.
- Il campiello, di  Carlo Goldoni, Roma, Teatro Ateneo, 7 gennaio 1949.
- Il processo, di Franz Kafka, Roma, Teatro Ateneo, 3 febbraio 1949.
- La fame, di Massimo Bontempelli, Roma, Teatro Ateneo, 24 marzo 1949.
- Inquisizione, di Diego Fabbri, Milano, Teatro Nuovo, 28 gennaio 1950.
- Irene innocente, di Ugo Betti, Roma, Teatro Quirino, 23 marzo 1950.
- Glauco, di Ercole Luigi Morselli, Teatro Greco di Taormina, 11 agosto 1951.
- La commedia dei giorni, di Raffaello Vittorio Chiantella, Genova, Teatro Tommaseo, 13 gennaio 1954.
- Anfitrione, di Plauto, Teatro Grande di Pompei, 29 giugno 1954.
- Una vita per il vento, di André Obey, 1955
- Le nuvole, di Aristofane, Teatro Romano di Ostia Antica, 24 giugno 1955.
- Pseudolus, di Plauto, Teatro Romano di Ostia Antica, 1 luglio 1955.
- Elettra di Sofocle, Teatro Greco di Siracusa, 19 maggio 1956.
- Casina, di Plauto, Teatro Romano di Ostia Antica, 5 luglio 1956.
- Menecmi, di Plauto, Teatro Romano di Ostia Antica, 6 luglio 1957.
- Santa Caterina da Siena, di Gherardo Gherardi, Roma, Piazza San Gregorio al Celio, trasmessa in tv il 23 settembre 1957
- La regina morta, di Henry de Montherlant, Roma, Piccolo Teatro Goldoni, 21 marzo 1958.
- L’Alcade di Zalamea, di Pedro Calderón de la Barca, Teatro Stabile della Città di Napoli, trasmessa in radio il 17 marzo 1959
- Il segretario particolare, di T. S. Eliot, Napoli, Teatro Mercadante, maggio 1959
- Miles gloriosus, di Plauto, Teatro Romano di Ostia Antica, 2 luglio 1960.
- La Lena, di Ludovico Ariosto, Reggio Emilia, Teatro Ariosto, 25 gennaio 1962.

## Radio

### Autore
- Il mantello alato, idillio radiofonico, regia di Corrado Pavolini, 7 agosto 1955.
- La notte veneziana, musica di Luigi Cortese, 20 novembre 1955.

### Regista
- Il lutto si addice ad Elettra, di Eugene O'Neill, 24 gennaio 1956.
- Piramo e Tisbe, di Henry James, 1 maggio 1957.
- Acque tranquille, di Henry James, 8 maggio 1957.
- Il salotto, di Henry James, 15 maggio 1957.
- La giustizia, di Giuseppe Dessì, 12 febbraio 1958.
- L’Alcade di Zalamea, di Pedro Calderón de la Barca, 17 marzo 1959.
- Li Mateu del grande Occidente, di Vladimiro Cajoli, 12 gennaio 1963.

## Opere
- Teatro all’aperto, in Cinquanta anni di teatro in Italia, Roma, Bestetti edizioni d'arte, 1954, pp. 43–52